# Петровський (Каргатський район)
Петровський (рос. Петровский) — селище у Каргатському районі Новосибірської області Російської Федерації.
Входить до складу муніципального утворення Алабугінська сільрада. Населення становить 191 особа (2010).

## Історія
Згідно із законом від 2 червня 2004 року органом місцевого самоврядування є Алабугінська сільрада.

## Населення
| 2002 | 2007 | 2010 |
| ---- | ---- | ---- |
| 268  | ↘235 | ↘191 |